# Fariborz Lachini
Fariborz Lachini (persiska فریبرز لاچینی,), född den 25 augusti 1949 i Teheran, Iran, är en musiker som är bosatt i Kanada.   Lachini  har komponerat flera verk för klassisk musik, popmusik, filmer och instrument (framför allt för piano men även för gitarr, oboe och keyboard) som har blivit högt uppskattade av både vuxna och barn. Lachini är känd för att ha utvecklat en egen musikstil som präglas av en intressant blandning av orientaliska och västerländska musikstilar. 

## Kort biografi
Fariborz Lachini har verkat som musiker sedan 1968. Lachini uppnådde sin första berömmelse strax innan den iranska revolutionen. Hans musikverk förbjöds dock efter  revolutionen, varefter Lachini utvandrade då till Frankrike, där han studerade musik och datavetenskap vid Paris-Sorbonne Universitetet. Dessa studier ledde till att han utvecklade en ny musikstil som kom att präglas av en unik blandning av en persisk och en europeisk musikstil, där han använder såväl moderna musikinstrument som äldre, exotiska orientaliska musikinstrument. Ett exempel för en sådan unix mix är filmmusiken för den iranska filmen Snake´s Fang som 1991 vann pris på filmfestivalen i Berlin. Under 1990-talet började Lachini att komponera ett flertal högt uppskattade musikstycken (framför allt för piano) som gavs ut i olika typer av soloalbum, däribland Golden Autumn – det första albumet i en serie på flera påföljande album (till exempel Scent of Yesterday och Requiem). Lachini har  medverkat i över 100 filmprojekt och betraktas därmed som en av mellanösterns mest produktiva talanger. Ett av hans filmverk ”Requiem of Snow” blev 2006 nominerad för Oscarsgalan som utländskt bidrag från Iran.

## Kompositioner - ett urval[2]
| - 2007: La Chambre Noire, My Pink Shirt (Canada) - 2006: Wedding Dinner (Iran) - 2005: 365 Boots on Ground (USA), Requiem of Snow (Iran/Iraq), I saw Your Father Last Night, Aida (Iran/USA), Redemption at 8:20, Top of Tower (Iran) - 2004: Salam (Iran/Afghanistan), Non Stop to Tokyo (Iran) - 2003: Boutique, Black Eyes, Donya, Poison of Honey (Iran) - 2002: Disturbant (Iran) - 2000: Friends (Iran) - 1999: Youth (Iran) - 1998: Stranger, Tootia (Iran) - 1997: Claws in Dust, Wounded (Iran) - 1996: Unforgiven, Javanmard (Iran) - 1995: Born Loser, Trap, Utterly Cold Blooded (Iran) - 1994: Lost Paradise, Bluff, Jewel Mountain, The Wolf's Trail (Iran) - 1993: Once and For All (Iran) - 1992: The Man in the Mirror (Iran) - 1991: Life's Luck (Iran) - 1990: Snake's Fang, The Singing Cat, Sun's Blade (Iran) - 1989: Pomegranate and Cane (Nar-o-Ney) (Iran) - 1979: Maryam and Mani (Iran) - 1978: Baba Khaldar (Iran) | - 2009: Piano Adagios, Christmas piano - 2008–2011: Requiem 1-3 - 2008–2012: Golden memories 1-4 - 2008–2016: Scent of Yesterday 1-39 - 2008: Aida - 2006: Best Soundtracks of Fariborz Lachini - Vol.1 - 2005: Sepidar, Last Word of Nowadays - 2003: Waves of Memories 2 - 2002: A Letter - 2001: Pandemonium of Fire and Water - 2000: For Your Birthday, Waves of Memories 1 - 1998: The Tribe of Love - 1994: Songs of the Sun Land - 1993: Loneliness Verses - 1992: Wolf's Trail Soundtrack - 1991: In a Cold Winter Night - 1990: Pomegranate and Cane - 1989–2008: Golden Autumn 1-4 - 1989: Childish - 1987: Boz Boz Ghandi - 1977: Other Songs - 1976: Songs of Seasons and Colors, Argaman |